# Emily Sonnett
Emily Ann Sonnett (født 25. november 1993) er en kvindelig amerikansk fodboldspiller, der pr. 2020 spiller som forsvar for Kopparbergs/Göteborg FC og siden 2015 for USA's kvindefodboldlandshold. Hun har tidligere spillet for Virginia Cavaliers, Portland Thorns FC og australske Sydney FC. Hun havde kontrakt med Orlando Pride i National Women's Soccer League fra januar 2020, men sæsonen blev udsat på ubestemt tid,for derefter at starte i juni 2020. Men den 22. juni trak Orlando Pride sig ud af turneringen, efter at der var flere tilfælde af positive COVID-19 tests både blandt spillere og ansatte i klubben. I august 2020 underskrev hun kontrakt med Kopparbergs/Göteborg FC, hvor hun hjalp klubben med at vinde dens første svenske mesterskabstitel.
Sonnett var med til at vinde guld ved VM 2019 i Frankrig, efter finalesejr over Holland, 2-0.